# 佐渡斉
佐渡 斉（さど ひとし、1953年（昭和28年）9月25日 - ）は、日本の政治家。元千葉県四街道市長（3期）。元千葉県議会議員（1期）。

## 来歴
広島県竹原市出身。四街道市立四街道小学校、千葉大学教育学部附属中学校、千葉県立千葉高等学校、明治大学政治経済学部卒業。卒業後、四街道市の職員となる。2007年4月8日に行われた千葉県議会議員選挙に、四街道市選挙区から無所属で出馬し、初当選。
2010年1月15日、四街道市の小池正孝市長が健康上の理由により辞職願いを提出（2月3日付けで辞職）。小池の辞職に伴って同年2月28日に行われた四街道市長選挙に無所属で出馬。4人の候補者を破り初当選。投票率は45.87%。同日就任。
2014年2月の市長選挙で2期目の当選。投票率は37.44%。
2018年2月の市長選挙で3期目の当選。投票率は34.63%。
2022年2月20日投開票の市長選で元千葉県議会議員の鈴木陽介に大差で敗れ落選。

## 市政
- 2019年8月、事務処理ミスによる交付金事業の内示取り消しと、市営住宅の家賃誤算定で最大約7,500万円の損失が出たと発表。佐渡は「事務処理ミスは組織全体の問題」として、約7,500万円の損失を、全職員の給与を減額することで穴埋めする条例案を9月議会に提出。しかし同条例案は賛成少数で否決された[5]。